# Ludwig Grünberger

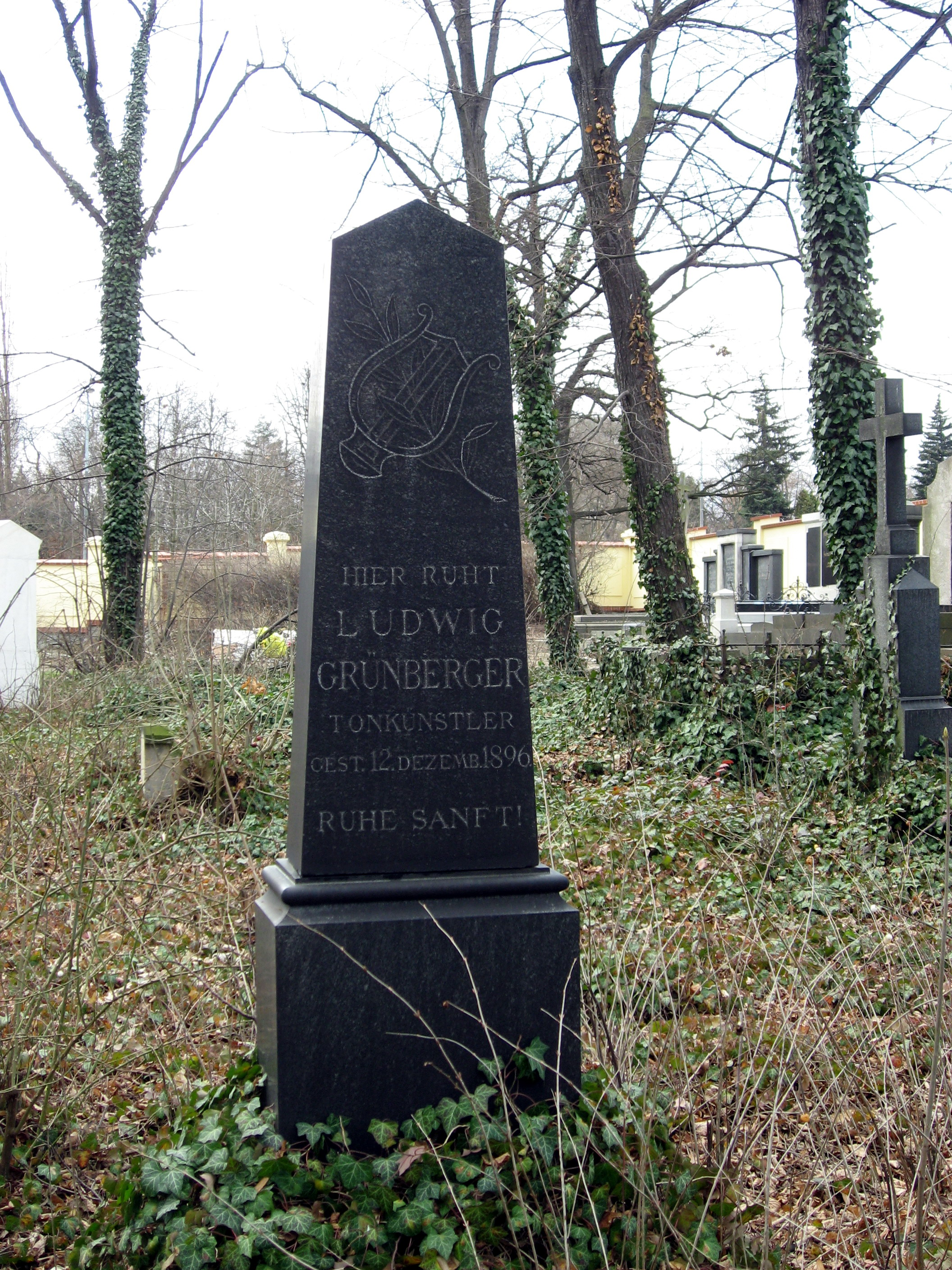
Grünbergers Grabstein auf dem Friedhof Strašnice

Ludwig Grünberger (geboren 24. April 1839 in Prag, Kaisertum Österreich; gestorben 12. Dezember 1896 ebenda) war ein böhmischer Komponist und Pianist.

## Leben
Ludwig Grünberger stammte aus einer wohlhabenden Familie, so konnte sich bereits in seiner Jugend der Musik widmen. Zunächst erhielt er Unterricht von František Škroup, anschließend  studierte er Tonsatz bei Hofkapellmeister Julius Rietz in Wien und bei Adolf Reichel an Dresdener Konservatorium. Grünberger hatte zahlreiche Auftritte im Ausland, darunter auch in Norwegen, wo er sich mit Niels Gade anfreundete. Er komponierte mehr als 200 Werke für Klavier, Kammermusik, Orchesterwerke, Chormusik und Kunstlieder. Mehrere seiner Werke erschienen bei renommierten Verlagen. Ludwig Grünberger wurde auf dem evangelischen Friedhof des Prager Ortsteils Strašnice beigesetzt.

## Werk (Auswahl)
- Sein einziges Bühnenwerk ist das einaktige Musikdrama Die Heimkehr, nach einem Libretto von Rudolf Christof Jenny (1858–1917), es erhielt bei der Premiere im Jahr 1894 eine beachtliche Aufmerksamkeit. Die Handlung spielt am Abend der Sommersonnenwende, in einem Dorf auf der Insel Capri. Themen sind Eifersucht, Mord und Flucht.
- Ein Kuss: Drei Lieder für eine mittlere Singstimme und Pianoforte

1. Gesegnet sei deines Mundes Hauch
2. Honig mag den Lippen munden
3. Dass dein Mund mir's nicht verwese

- 7 Lieder des Mirza Schaffy, Op.13, Breitkopf & Härtel, Leipzig, 1876
- Liedercyklus: für eine Singstimme mit Begleitung des Pianoforte. Fünf Gedichte von Hafis Op. 14
- Suite für Violine und Cello, Op. 16a, Breitkopf & Härtel, Leipzig, 1877
- Ungarischer Zigeunermarsch für das Pianoforte, 1878
- Drei Nachtigallenlieder: für eine Singstimme mit Begleitung des Pianoforte, Gedichte von Hafis, Op. 18
- Columbine und Punchinello, für Klavier, Op. 27 no. 3
- Quartett für 2 Violinen, Viola und Violoncell, Op. 31 Breitkopf & Härtel, Leipzig, erschien in drei Auflagen zwischen 1881 und 1882
- Zweites Quartett für 2 Violinen, Viola und Violoncell, Op. 37, Breitkopf & Härtel, Leipzig, um 1885
- Lehn deine Wang' an meine Wang'., Op. 45, nach einem Gedicht von Heinrich Heine, Breitkopf & Härtel, Leipzig, 1887
- Nordische Suite und Humoreske für Orchester